# Sormonne
Sormonne är en kommun i departementet Ardennes i regionen Grand Est (tidigare regionen Champagne-Ardenne) i nordöstra Frankrike. Kommunen ligger  i kantonen Renwez som ligger i arrondissementet Charleville-Mézières. År 2022 hade Sormonne 527 invånare.

## Befolkningsutveckling
Antalet invånare i kommunen Sormonne
Referens: INSEE